# Innocenti Lambretta
L'Innocenti Lambretta è uno scooter italiano prodotto dalla industria meccanica Innocenti di Milano, nel quartiere Lambrate, dal 1947 al 1971. Il nome "Lambretta" deriva dal fiume Lambro (che scorre nella zona in cui sorgevano gli stabilimenti di produzione) e si deve all'artista e pubblicitario Daniele Oppi.

## Storia

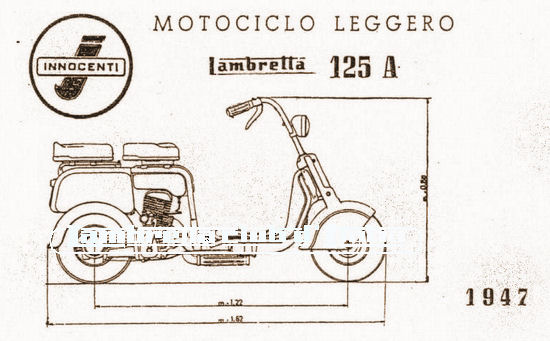
Lambretta 125 del 1947 dell'ing. Torre

Nel 1922 Ferdinando Innocenti di Pescia diede vita ad una fabbrica per la commercializzazione di tubi d'acciaio a Roma. Nel 1931 spostò tutti i propri affari a Milano, costituendo nel 1933 a Lambrate una grande fabbrica per la commercializzazione del tubo per ponteggi e la realizzazione di strutture tubolari. Si ricorda che la Innocenti non ha mai prodotto tubi ma li comperava dalla Dalmine.
Durante la seconda guerra mondiale, la fabbrica fu bombardata e parzialmente distrutta. Innocenti, nell'attesa di riacquisire da parte degli Alleati gli stabilimenti di Milano, diede vita nella Capitale allo studio del prodotto che avrebbe costituito la riconversione post-bellica della fabbrica. Infatti, prendendo ispirazione proprio dai motorscooter militari americani giunti in Italia durante la guerra, e comprendendo le nuove necessità di motorizzazione utili alla popolazione nell'immediato dopoguerra, decise di dedicarsi alla produzione del rivoluzionario scooter.
Inizialmente affida il progetto del nuovo veicolo all'ingegnere areonautico Cesare Pallavicino ( che era stato il direttore tecnico prima della Breda fino al 1935 e poi della Caproni). Poco tempo dopo Pallavicino emigra in Argentina per progettare aerei  e lo studio viene così affidato all'ing. Pierluigi Torre, progettista di grande fama che aveva contribuito al progetto dei motori dell'idrovolante Savoia-Marchetti S.55A della trasvolata atlantica di Italo Balbo. Alla fine del 1946 venne scelto il nome del nuovo scooter:  Lambretta, ispirato dal nome del fiume Lambro, che scorreva all'interno della fabbrica ma anche, e più precisamente,  dal "Lambretto", piccolo canale derivato dal Lambro.
L'enorme successo non solo nazionale fece sì che la Lambretta, nei quasi 25 anni di produzione, venisse costruita su licenza anche in Germania (dalla NSU),  Argentina, Brasile, Cile, India, Francia, Taiwan, Indonesia e Spagna (dalla Serveta). La Innocenti produsse, sulla base della meccanica dello scooter, anche una serie di motocarri che, inizialmente denominati anch'essi Lambretta, ebbero poi il nome di Lambro.
Con il boom economico in Europa occidentale, verso la fine degli anni cinquanta la richiesta degli scooter ebbe un calo, mentre l'automobile era ormai alla portata di tutti.  Luigi Innocenti, figlio di Ferdinando, decise che era ora di inserirsi nel combattuto mercato delle autovetture di medio livello e nel 1959 fece un contratto con la  "British Motor Corporation" (BMC)  per produrre, su licenza, una berlina dell'Austin di 900 cm³ di cilindrata, la A40, con molti componenti forniti dalla stessa BMC. L'Innocenti utilizzò poi il telaio A40 per produrre uno spyder carrozzato da Ghia.
Successivamente vennero prodotte anche altre automobili, sempre su licenza BMC: la IM3 (Innocenti Morris 3), la I4 (una IM3 più spartana ed economica), la I5, la Mini Minor e la Mini Cooper; tutte queste auto ebbero successo e la Innocenti divenne la terza fabbrica italiana di automobili dopo la Fiat e la Lancia. Nella metà del 1971, a causa della contrazione del mercato scooteristico, la Innocenti chiuse la produzione di motoveicoli.
Il governo indiano comprò la catena di montaggio della Lambretta nel 1972 per 3 miliardi di Lire, essenzialmente per le stesse ragioni per cui Ferdinando Innocenti l'aveva costruita dopo la guerra. L'India all'epoca era un Paese con poche infrastrutture e non era ancora pronta economicamente per produrre piccole automobili dedicate al trasporto privato.
La SIL (Scooters of India Limited), con sede a Lucknow nell'Uttar Pradesh, fu l'impresa di proprietà statale che cominciò la produzione un paio d'anni dopo l'acquisto, continuando la costruzione della Lambretta originale sino al 1997.

## Caratteristiche

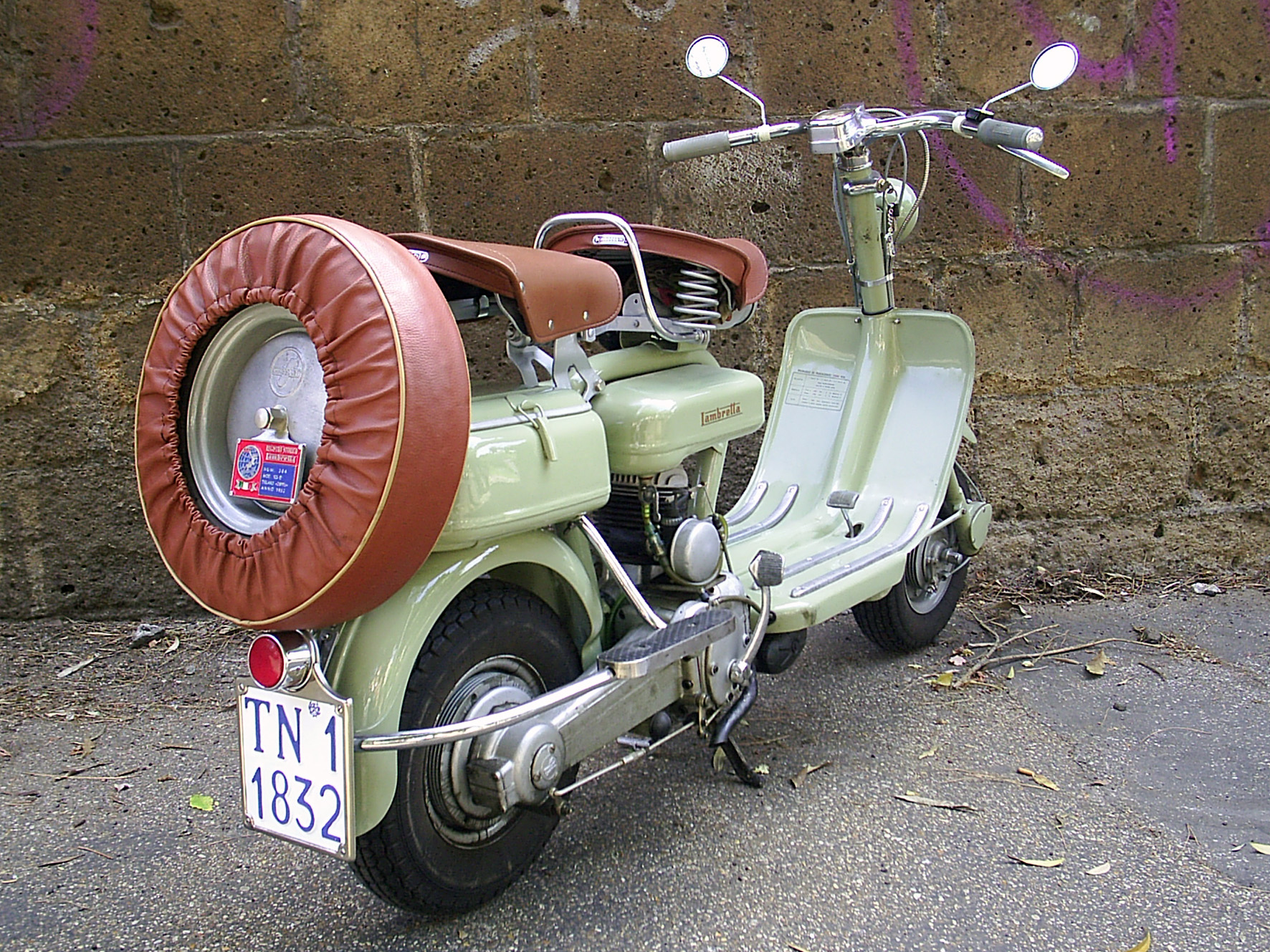
Lambretta D 125 del 1952

Come la Vespa, anche la Lambretta aveva un motore a 2 tempi funzionante a miscela olio-benzina, 3 o 4 marce, con una cilindrata che variava dai 48 ai 198 cm³.
Diversamente dalla Vespa, che è stata costruita con un telaio costituito da un solo pezzo, la Lambretta aveva una struttura tubolare più rigida su cui veniva assemblata la carrozzeria.
I primi modelli prodotti presentavano la caratteristica della "carrozzeria scoperta", distinguendosi quindi totalmente dalla Vespa (totalmente carenata), diventando il tipico segno di riconoscimento dello scooter milanese.
Comunque i successivi modelli prodotti, esattamente dal modello C del 1950, furono presentati anche in versione carenata; proprio questo modello, criticato da Piaggio per la somiglianza concettuale con la Vespa, ebbe un gran successo tanto che dal 1957 in poi, escludendo il modello LUI, la Lambretta fu sempre prodotta con carrozzeria "chiusa", con parafango anteriore solidale alla carrozzeria e con collocazione centrale del motore.

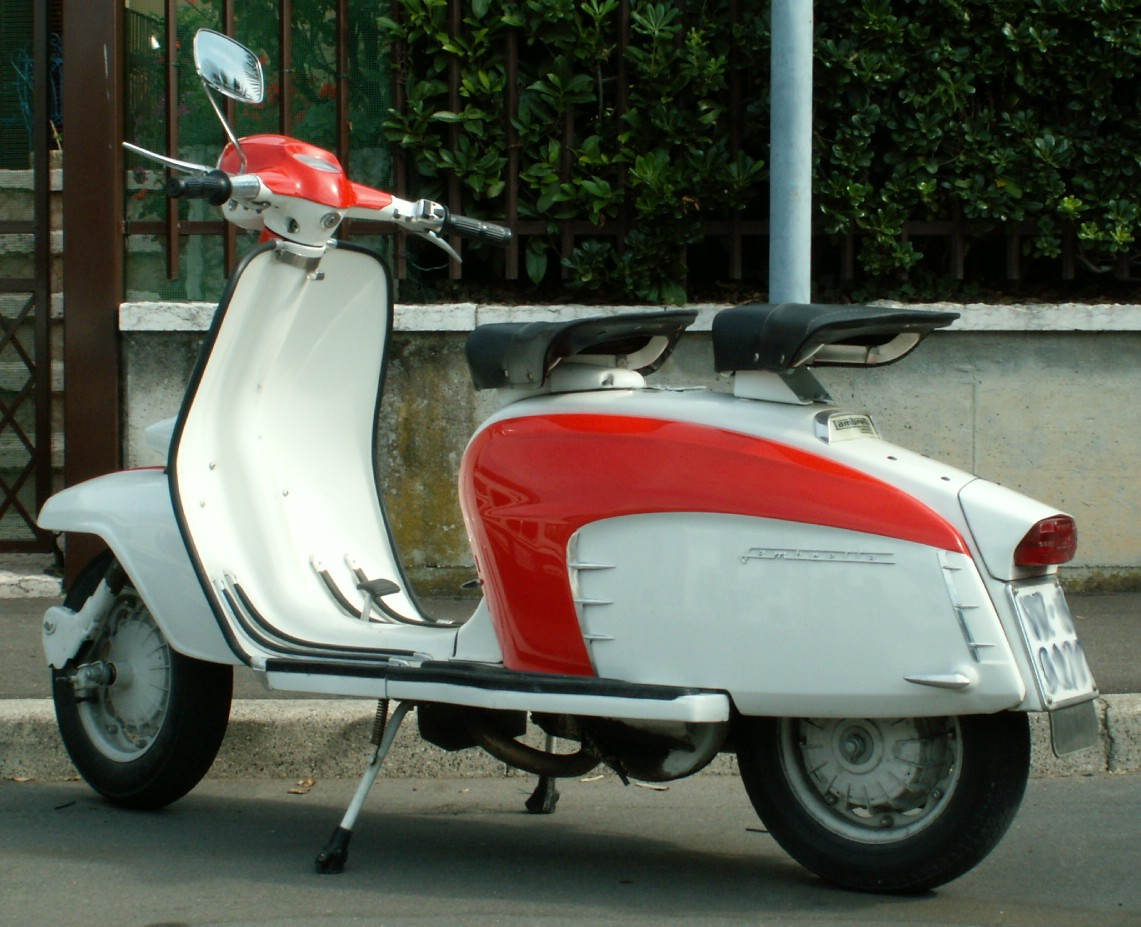
Lambretta SX

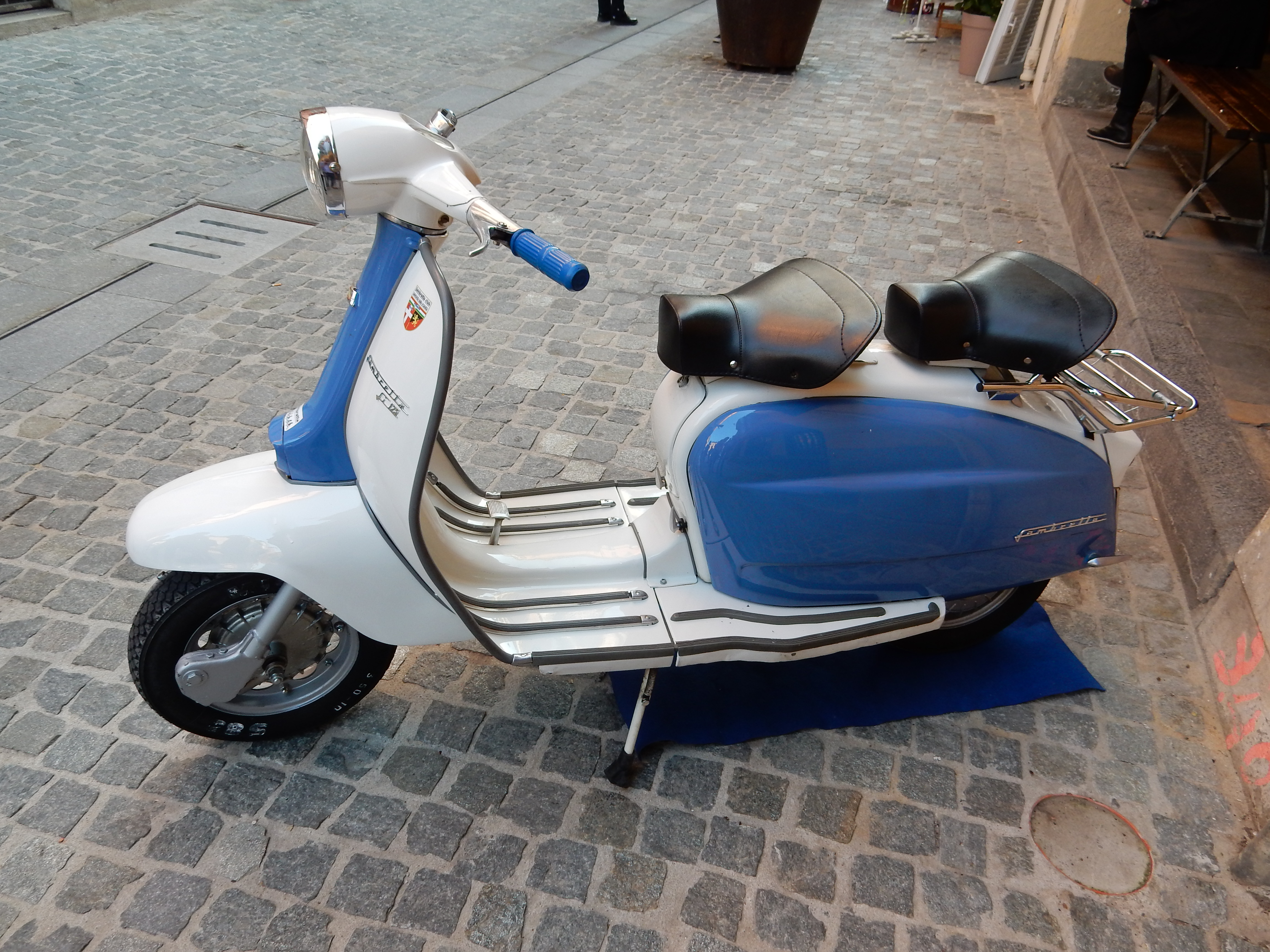
Lambretta LI 150 ad una mostra d'epoca a Mondovì

Alla fine degli anni cinquanta, contestualmente alla scelta di carrozzeria solo "chiusa", la Lambretta viene rivista nella meccanica e nella carrozzeria, e passando per tre versioni (le serie LI), si arrivò nel 1962 ad ottenere il modello (LI III serie, "scooterlinea") che poi, con pochissime modifiche estetiche, arrivò ad essere prodotto fino al 1971 (Lambretta DL), nel 1972 la catena di montaggio fu venduta al governo indiano.
Dei modelli degli anni 60, i modelli TV (Turismo Veloce) e SX (Special X) sono generalmente i più richiesti e desiderati, un successo dovuto alle loro prestazioni maggiorate e al look raffinato. Il modello TV fu il primo scooter al mondo a montare il freno a disco anteriore.
Vespa e Lambretta potevano essere modificate facilmente; molti modificavano e tuttora modificano questi scooter "customizzandoli" con specchietti supplementari, elaborandoli, pitturando la carrozzeria, o personalizzandoli in altri modi, tutto ciò anche alla luce della filosofia culturale mod inglese nata negli anni sessanta e ancora in voga presso il Regno Unito, che fece degli scooter italiani il mezzo simbolo della rivoluzione culturale giovanile di quegli anni.
Oggi la Lambretta è un oggetto da collezionisti, spesso impegnati nel restauro con ricambi originali.
Un'innumerevole quantità di Lambretta Club sparsi in tutto il mondo conserva ed alimenta il mito di questo storico scooter che, assieme alla Vespa, rappresenta inevitabilmente un'icona dell'Italia degli anni cinquanta e sessanta.

## Record
Nel 1948 Luigi Innocenti, figlio del fondatore dell'omonima fabbrica, lancia lo sviluppo di una versione speciale della Lambretta per poter realizzare record nella classe 125 cm³. Il modello presentava una sezione posteriore del telaio realizzata con tubature leggere per contenere il peso, un serbatoio ingrandito posto tra le gambe del conducente per migliorare la durata complessiva della marcia, un nuovo carburatore ingrandito, una marmitta rimpicciolita e un motore con rapporto di compressione più elevato dotato di trasportatore dinamico in alluminio per migliorare il raffreddamento del motore. Il regime di potenza massima è di appena 5300 giri/min, relativamente basso per uno scooter da pista, ma ciò non preclude l'ottenimento, l'11 febbraio 1949, di ben 13 record sulla strada di collegamento tra Roma e Ostia, nove nella classe 125 cm³ a quattro velocità e quattro nella classe di fino a 175 cm³. Poco tempo dopo, la Lambretta viene modificata per stabilire nuovi record di durata. Viene creata un'apposita scatola aerodinamica per il faro anteriore, mentre il nuovo carburatore viene reimpostato per produrre un mix regolabile che compensa gli sbalzi di temperatura fra il giorno e la notte. La prova si svolge sul circuito francese di Montlhéry nel mese di marzo e porta all'ottenimento di altri 33 record mondiali grazie ai piloti Masserini, Masetti (futuro campione del mondo della classe 500 cm³ con la Gilera), Brunori e Riccardo Rizzi. Nemmeno un mese dopo, sul medesimo percorso conquista anche il record di durata sulle 48 ore e all'inizio del 1950 se ne aggiudica altri 6.
Nello stesso anno, dal momento che la Piaggio aveva realizzato una propria versione aerodinamica della Vespa, la Innocenti decise di adeguarsi per rimanere competitiva. La nuova Lambretta è caratterizzata da un profilo ovale appiattito ai lati, con un parabrezza ampio e una coda posteriore allungata. Portata in pista dal 27 settembre al 5 ottobre 1950, la nuova Lambretta aerodinamica conquista 22 record mondiali, azzerando i progressi fatti dalla concorrente Piaggio. Questo stesso modello viene modificato da Pier Luigi Torre per tentare di conseguire alcuni primati di velocità nella categoria 125 cm³. La carenatura viene semplificata e vengono aggiunte delle condotte d'aria anteriori. Il motore è sovralimentato mediante un compressore volumetrico che aumenta la potenza a 16 cv a 9000 giri/min. Tale compressore venne però rimosso a causa di problemi di affidabilità, ma ciononostante i piloti Ferri e Poggi ottennero un primo record di 195 km/h sul circuito di Montlhéry e successivamente il primato dei 201 km/h sull'autostrada tra Monaco e Ingolstadt.

## Prototipi e Studi
Fra gli innumerevoli prototipi e studi svolti nel tempo dell'azienda, è rilevante la svolta che - nelle intenzioni della dirigenza alla fine degli anni sessanta - la Lambretta avrebbe dovuto compiere verso maggiori cilindrate (fenomeno già in atto con l'elevazione a 200 cc) anche per aumentarne l'appetibilità all'estero. Fra il 1966 e il 1967 il Centro Studi sviluppò uno scooter bicilindrico 200 cc. Il telaio avrebbe dovuto essere completamente ridisegnato con una linea più moderna, ma non si giunse mai oltre la fase di 2 prototipi completi ( la n.10 e la n.11) che, montati su telai sx200, sono oggi esposti al Museo di Rodano.

## Musei
Alla Lambretta è stato dedicato il "Museo dello Scooter e della Lambretta", presente nel comune di Rodano, in provincia di Milano. Il museo contiene tutti gli archivi originali provenienti dalla Innocenti e tutti i modelli rappresentanti la produzione Lambrettistica e i prestigiosi modelli da corsa come la motolambretta 250 e il siluro da record del 1951.
Un altro museo dedicato è il "Museo della Lambretta", ubicato a Sellia Marina, in provincia di Catanzaro.

## Modelli Lambretta

### Prodotti in Italia

#### Scooter
- Lambretta M (A) 125 – 1947-48
- Lambretta B 125 – 1948-50
- Lambretta C/LC 125 – 1950-52
- Lambretta D/LD 125/150 – 1951-58
- Lambretta E 125 – 1953-54
- Lambretta F 125 – 1954-55
- Lambretta TV 175 – 1957-58
- Lambretta Li 125/150 – 1958-59
- Lambretta TV 175 II serie – 1959-61
- Lambretta Li 125/150 II serie – 1959-61
- Lambretta Li 125/150 III serie – 1962-68
- Lambretta TV 175 III serie – 1962-65
- Lambretta 150 Special - 1963-66
- Lambretta Cento – 1963-65
- Lambretta Junior 50 – 1964-71
- Lambretta Junior 125 – 1964-69
- Lambretta 125 Special – 1965-69
- Lambretta X 200 Special – 1966-69
- Lambretta X 150 Special – 1966-69
- Lambretta Lui 50 - 1968-70
- Lambretta Lui 75 - 1968-70
- Lambretta DL 50/125/150/200 – 1969-71
- Lambretta 48 (detto Lambrettino del prete) - agosto 1955 - marzo 1961

#### Motocarri

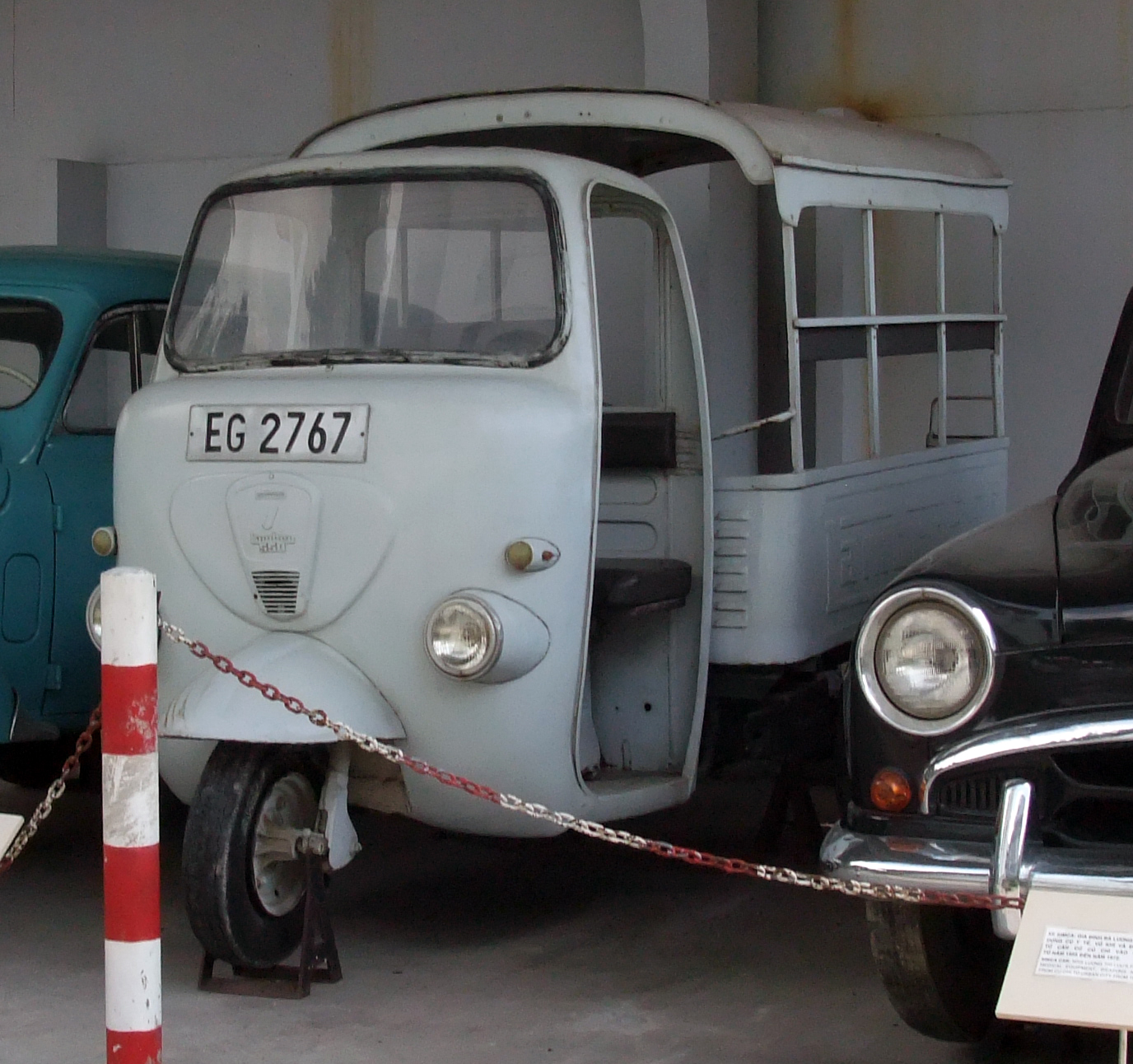
Innocenti Lambro 550 a Ho Chi Minh

- Lambretta FB - 1949-1950
- Lambretta FC - 1950-1952
- Lambretta FD - 1952-1959
- Lambretta FD/C - 1957-1959
- Lambretta FLI - 1959-1965
- Lambro 200 - 1963-1965
- Lambro 450 - 1965-1967
- Lambro 550 - 1965-1967
- Lambro 550N - 1967-1969
- Lambro 550A - 1968-1969
- Lambro 550L - 1968-1969
- Lambro 550M - 1969
- Lambro 550V - 1969[11]
- Lambro 550ML - 1969
- Tri Lambretta - 1970

- Lambro 600M - 1970-72
- Lambro 600V - 1970-72
- Lambro 600ML - 1970-72

### Prodotti in India

#### Scooter
- Lambretta DL 125/150/200
- Lambretta GP
- Lambretta J50

#### Motocarri
- Vikram 450D/750D/750D (WC)
- Vikram 410G/600G
- Vikram EV

### Prodotti in Spagna (Serveta)

#### Scooter
- Lambretta D/LD 125/150cc – 1951-58
- Lambretta Li 125/150cc II serie – 1959-61
- 150 Special - 1966
- JET 200 - 200cc - 1966
- 125/150 - 1975-83
- Pony 200

## Caratteristiche tecniche
| Caratteristiche tecniche - Innocenti Lambretta 125 li | Caratteristiche tecniche - Innocenti Lambretta 125 li           | Caratteristiche tecniche - Innocenti Lambretta 125 li           | Caratteristiche tecniche - Innocenti Lambretta 125 li           | Caratteristiche tecniche - Innocenti Lambretta 125 li           | Caratteristiche tecniche - Innocenti Lambretta 125 li           |
| Dimensioni e pesi                                     | Dimensioni e pesi                                               | Dimensioni e pesi                                               | Dimensioni e pesi                                               | Dimensioni e pesi                                               | Dimensioni e pesi                                               |
| ----------------------------------------------------- | --------------------------------------------------------------- | --------------------------------------------------------------- | --------------------------------------------------------------- | --------------------------------------------------------------- | --------------------------------------------------------------- |
| Ingombri (lungh.×largh.×alt.)                         | 1825 × 700 × 1035 mm                                            | 1825 × 700 × 1035 mm                                            | 1825 × 700 × 1035 mm                                            | 1825 × 700 × 1035 mm                                            | 1825 × 700 × 1035 mm                                            |
| Altezze                                               | Sella: mm - Minima da terra: 165 mm                             | Sella: mm - Minima da terra: 165 mm                             | Sella: mm - Minima da terra: 165 mm                             | Sella: mm - Minima da terra: 165 mm                             | Sella: mm - Minima da terra: 165 mm                             |
| Interasse: 1290 mm                                    | Interasse: 1290 mm                                              | Massa a vuoto: 105 kg                                           | Massa a vuoto: 105 kg                                           | Serbatoio: 8,5 l                                                | Serbatoio: 8,5 l                                                |
| Meccanica                                             |                                                                 |                                                                 |                                                                 |                                                                 |                                                                 |
| Tipo motore: Monocilindrico a 2 tempi                 | Tipo motore: Monocilindrico a 2 tempi                           | Tipo motore: Monocilindrico a 2 tempi                           | Tipo motore: Monocilindrico a 2 tempi                           | Raffreddamento: ad aria forzata                                 | Raffreddamento: ad aria forzata                                 |
| Cilindrata                                            | 123 cm³ (Alesaggio 52 × Corsa 57 mm)                            | 123 cm³ (Alesaggio 52 × Corsa 57 mm)                            | 123 cm³ (Alesaggio 52 × Corsa 57 mm)                            | 123 cm³ (Alesaggio 52 × Corsa 57 mm)                            | 123 cm³ (Alesaggio 52 × Corsa 57 mm)                            |
| Distribuzione: piston port                            | Distribuzione: piston port                                      | Distribuzione: piston port                                      | Alimentazione: carburatore Dell'Orto SH 18                      | Alimentazione: carburatore Dell'Orto SH 18                      | Alimentazione: carburatore Dell'Orto SH 18                      |
| Potenza: alla ruota 5 CV a 5.200 rpm                  | Potenza: alla ruota 5 CV a 5.200 rpm                            | Coppia:                                                         | Coppia:                                                         | Rapporto di compressione: 7:1                                   | Rapporto di compressione: 7:1                                   |
| Frizione: multidisco in bagno d'olio                  | Frizione: multidisco in bagno d'olio                            | Frizione: multidisco in bagno d'olio                            | Cambio: a 4 marce                                               | Cambio: a 4 marce                                               | Cambio: a 4 marce                                               |
| Accensione                                            | Volano magnete                                                  | Volano magnete                                                  | Volano magnete                                                  | Volano magnete                                                  | Volano magnete                                                  |
| Trasmissione                                          | a catena                                                        | a catena                                                        | a catena                                                        | a catena                                                        | a catena                                                        |
| Avviamento                                            | a pedale                                                        | a pedale                                                        | a pedale                                                        | a pedale                                                        | a pedale                                                        |
| Ciclistica                                            |                                                                 |                                                                 |                                                                 |                                                                 |                                                                 |
| Telaio                                                | centrale in tubi d'acciaio                                      | centrale in tubi d'acciaio                                      | centrale in tubi d'acciaio                                      | centrale in tubi d'acciaio                                      | centrale in tubi d'acciaio                                      |
| Sospensioni                                           | Anteriore: a biella oscillante / Posteriore: monoammortizzatore | Anteriore: a biella oscillante / Posteriore: monoammortizzatore | Anteriore: a biella oscillante / Posteriore: monoammortizzatore | Anteriore: a biella oscillante / Posteriore: monoammortizzatore | Anteriore: a biella oscillante / Posteriore: monoammortizzatore |
| Freni                                                 | Anteriore: tamburo / Posteriore: tamburo                        | Anteriore: tamburo / Posteriore: tamburo                        | Anteriore: tamburo / Posteriore: tamburo                        | Anteriore: tamburo / Posteriore: tamburo                        | Anteriore: tamburo / Posteriore: tamburo                        |
| Pneumatici                                            | anteriore da 3,50" 10; posteriore da 3,50" 10                   | anteriore da 3,50" 10; posteriore da 3,50" 10                   | anteriore da 3,50" 10; posteriore da 3,50" 10                   | anteriore da 3,50" 10; posteriore da 3,50" 10                   | anteriore da 3,50" 10; posteriore da 3,50" 10                   |
| Fonte dei dati: Manuale uso e manutenzione]           |                                                                 |                                                                 |                                                                 |                                                                 |                                                                 |

| Caratteristiche tecniche - Innocenti Lambretta 175 TV | Caratteristiche tecniche - Innocenti Lambretta 175 TV                          | Caratteristiche tecniche - Innocenti Lambretta 175 TV                          | Caratteristiche tecniche - Innocenti Lambretta 175 TV                          | Caratteristiche tecniche - Innocenti Lambretta 175 TV                          | Caratteristiche tecniche - Innocenti Lambretta 175 TV                          |
| Dimensioni e pesi                                     | Dimensioni e pesi                                                              | Dimensioni e pesi                                                              | Dimensioni e pesi                                                              | Dimensioni e pesi                                                              | Dimensioni e pesi                                                              |
| ----------------------------------------------------- | ------------------------------------------------------------------------------ | ------------------------------------------------------------------------------ | ------------------------------------------------------------------------------ | ------------------------------------------------------------------------------ | ------------------------------------------------------------------------------ |
| Ingombri (lungh.×largh.×alt.)                         | 1800 × 700 × 1030 mm                                                           | 1800 × 700 × 1030 mm                                                           | 1800 × 700 × 1030 mm                                                           | 1800 × 700 × 1030 mm                                                           | 1800 × 700 × 1030 mm                                                           |
| Altezze                                               | Sella: mm - Minima da terra: 165 mm                                            | Sella: mm - Minima da terra: 165 mm                                            | Sella: mm - Minima da terra: 165 mm                                            | Sella: mm - Minima da terra: 165 mm                                            | Sella: mm - Minima da terra: 165 mm                                            |
| Interasse: 1290 mm                                    | Interasse: 1290 mm                                                             | Massa a vuoto: 110 kg                                                          | Massa a vuoto: 110 kg                                                          | Serbatoio: 8,6 l                                                               | Serbatoio: 8,6 l                                                               |
| Meccanica                                             |                                                                                |                                                                                |                                                                                |                                                                                |                                                                                |
| Tipo motore: Monocilindrico a 2 tempi                 | Tipo motore: Monocilindrico a 2 tempi                                          | Tipo motore: Monocilindrico a 2 tempi                                          | Tipo motore: Monocilindrico a 2 tempi                                          | Raffreddamento: ad aria forzata                                                | Raffreddamento: ad aria forzata                                                |
| Cilindrata                                            | 175 cm³ (Alesaggio 62 × Corsa 58 mm)                                           | 175 cm³ (Alesaggio 62 × Corsa 58 mm)                                           | 175 cm³ (Alesaggio 62 × Corsa 58 mm)                                           | 175 cm³ (Alesaggio 62 × Corsa 58 mm)                                           | 175 cm³ (Alesaggio 62 × Corsa 58 mm)                                           |
| Distribuzione: piston port                            | Distribuzione: piston port                                                     | Distribuzione: piston port                                                     | Alimentazione: carburatore Dell'Orto SH 20                                     | Alimentazione: carburatore Dell'Orto SH 20                                     | Alimentazione: carburatore Dell'Orto SH 20                                     |
| Potenza: alla ruota 8,75 CV a 5.300 rpm               | Potenza: alla ruota 8,75 CV a 5.300 rpm                                        | Coppia:                                                                        | Coppia:                                                                        | Rapporto di compressione: 8:1                                                  | Rapporto di compressione: 8:1                                                  |
| Frizione: multidisco in bagno d'olio                  | Frizione: multidisco in bagno d'olio                                           | Frizione: multidisco in bagno d'olio                                           | Cambio: a 4 marce                                                              | Cambio: a 4 marce                                                              | Cambio: a 4 marce                                                              |
| Accensione                                            | Volano magnete                                                                 | Volano magnete                                                                 | Volano magnete                                                                 | Volano magnete                                                                 | Volano magnete                                                                 |
| Trasmissione                                          | a catena                                                                       | a catena                                                                       | a catena                                                                       | a catena                                                                       | a catena                                                                       |
| Avviamento                                            | a pedale                                                                       | a pedale                                                                       | a pedale                                                                       | a pedale                                                                       | a pedale                                                                       |
| Ciclistica                                            |                                                                                |                                                                                |                                                                                |                                                                                |                                                                                |
| Telaio                                                | centrale in tubi d'acciaio                                                     | centrale in tubi d'acciaio                                                     | centrale in tubi d'acciaio                                                     | centrale in tubi d'acciaio                                                     | centrale in tubi d'acciaio                                                     |
| Sospensioni                                           | Anteriore: a biella oscillante a ruota tirata / Posteriore: monoammortizzatore | Anteriore: a biella oscillante a ruota tirata / Posteriore: monoammortizzatore | Anteriore: a biella oscillante a ruota tirata / Posteriore: monoammortizzatore | Anteriore: a biella oscillante a ruota tirata / Posteriore: monoammortizzatore | Anteriore: a biella oscillante a ruota tirata / Posteriore: monoammortizzatore |
| Freni                                                 | Anteriore: disco / Posteriore: tamburo                                         | Anteriore: disco / Posteriore: tamburo                                         | Anteriore: disco / Posteriore: tamburo                                         | Anteriore: disco / Posteriore: tamburo                                         | Anteriore: disco / Posteriore: tamburo                                         |
| Pneumatici                                            | anteriore da 3,50" 10; posteriore da 3,50" 10                                  | anteriore da 3,50" 10; posteriore da 3,50" 10                                  | anteriore da 3,50" 10; posteriore da 3,50" 10                                  | anteriore da 3,50" 10; posteriore da 3,50" 10                                  | anteriore da 3,50" 10; posteriore da 3,50" 10                                  |
| Fonte dei dati: Manuale uso e manutenzione            |                                                                                |                                                                                |                                                                                |                                                                                |                                                                                |